# Prova de Dix-Hallpike
La prova (o maniobra) de Dix-Hallpike o prova de Nylen-Bárány és una maniobra diagnòstica que s'utilitza per identificar el vertigen posicional paroxístic benigne (VPPB).

## Procés
La prova de Dix-Hallpike es realitza amb el pacient assegut en la taula d'exploració amb les cames estirades. Se gira el cap del pacient 45 graus aproximadament. El metge ajuda el pacient a estirar-se a la taula ràpidament amb el cap en uns 20 graus d'extensió. Aquesta extensió del coll es pot aconseguir fent que el metge sostingui el cap, ja que penja fora de la taula, o bé col·locant un coixí sota la seva esquena. Llavors s'observen els ulls del pacient durant uns 45 segons, ja que és característic un període de 5-10 segons de latència abans de l'aparició del nistagme. Si el nistagme es produeix llavors la prova es considera positiva per al vertigen posicional benigne. Durant una prova positiva, la fase ràpida del nistagme rotatori és cap a l'orella (interna) afectada, que és l'orella més a prop de terra. La direcció de la fase ràpida es defineix per la rotació de la part superior de l'ull, ja sigui en sentit horari o antihorari.

## Prova positiva
Hi ha diverses característiques clau del nistagme per determinar un resultat positiu:
- La latència d'inici (en general de 5-10 segons)
- És decreixent, a mesura que passen els segons.
- És torsional (amb rotació). Altrament indicaria una disfunció del sistema nerviós central (SNC).
- Amb un component vertical: amb el component ràpid cap amunt si està afectat el conducte semicircular posterior, o cap avall si està afectat el conducte semicircular anterior. En ambdós casos de l'orella interna afectada.
- És fatigable. La repetició múltiple de la prova donarà lloc a un nistagme cada vegada menor.
- Reverteix. En seure després d'una maniobra positiva la direcció del nistagme ha de remetre en un breu període.

Per completar la prova, el pacient és portat de nou a la posició asseguda, per tal d'observar com el nistagme es recupera ràpidament.